# Dichotomius adrastus
Dichotomius adrastus là một loài bọ cánh cứng trong họ Bọ hung (Scarabaeidae).